# James Hicks
James Hicks – amerykański aktor i scenarzysta filmowy.

## Filmografia

### Aktor
- Telstar (2008) jako Eric
- The Amazing Grace (2006) jako Simmons
- Pilna przesyłka (The Baby Juice Express, 2004) jako pan Arcy
- 24 Hours in London (2000) jako Tom Wall
- Niebezpieczna gra (Perilous, 2000) jako Artiom
- Komando Foki atakuje (U.S. Seals, 1999) jako Conrad, żołnierz Navy SEALs
- Swing (1999) jako Oi
- Miss Monday (1998) jako Roman
- Nowe przygody Robin Hooda (The New Adventures of Robin Hood, 1998) jako lord Argot (serial TV)
- A to Z (1997)
- Anglio, moja Anglio (England, My England, 1995) jako Blow
- Hard Days, Hard Nights (1989) jako Käsebier
- Kryjówka Białego Węża (The Lair of the White Worm, 1988) jako żołnierz/szaman

### Scenarzysta
- Telstar (2008)
- Bezbronna (Defenseless, 1991)
- Chattahoochee (1989)
- Nazajutrz (The Morning After, 1986)[1]